# Miwako Okuda
Miwako Okuda (奥田 美和子, Okuda Miwako) est une chanteuse japonaise née le 13 février 1982 à Yonago (Préfecture de Tottori).

## Biographie
Miwako a commencé à chanter dès l'enfance et a toujours voulu être chanteuse. Au lycée, elle est remarquée pendant un concert qu'elle donne avec un groupe d'amis. Elle déménage à Tokyo pour commencer sa carrière chez Sony. Elle sort en 2000 deux singles sous le label Defstar Records : Shizuku et Tsu-ki. Shizuku est utilisé comme second ending de l'anime Great Teacher Onizuka. Devant le peu de succès du single Tsu-ki, la carrière de Miwako s'arrête. 3 ans plus tard, elle revient sous le label BMG Funhouse avec le single Aozora no hate. En 2005, elle sort son premier album Futari et en 2006 le second Kimi wo omou.
Futari est un album pop/rock, alternant ballades et morceaux plus énergiques (voire parfois ces deux styles dans la même chanson). Sa particularité vient des paroles, qui détonnent dans l'univers douillet de la Jpop. Miwako raconte des histoires d'absence, de doutes, de douleurs. Plusieurs chansons évoquent le suicide et la mort.
Kimi wo Omou est composé majoritairement de ballades.

## Discographie

### Albums
| Album # | Informations                                                                      |
| ------- | --------------------------------------------------------------------------------- |
| 1er     | Titre: 二人 Futari - Sortie: 22 juin 2005 - Format: CD-only                       |
| 2d      | Titre: 君を想う Kimi wo omou - Sortie: 9 septembre 2006 - Format: CD-only, CD+DVD |

### Singles
Du fait de son changement de label, on considère que Miwako Okuda a eu deux debut singles, Shizuku et Aozora no hate.
| Single # | Informations                                                                           |
| -------- | -------------------------------------------------------------------------------------- |
| 1er      | Titre: しずく Shizuku - Sortie: 2 février 2000 sous le label DefSTAR - Format: CD-only |
| 2e       | Titre: tsuki - Sortie: 21 juin 2000 sous le label DefSTAR - Format: CD-only            |

| Single # | Informations |
| -------- | --- |
| 1er      | Titre: 青空の果て Aozora no hate - Sortie: 11 novembre 2004 sous le label BMG Funhouse - Format: CD-only                                      |
| 2e       | Titre: 歌う理由 /はばたいて鳥は消える Utau riyuu / Habataite tori wa kieru - Sortie: 3 mars 2004 sous le label BMG Funhouse - Format: CD-only |
| 3e       | Titre: 夢 Yume - Sortie: 9 septembre 2004 sous le label BMG Funhouse - Format: CD-only                                                        |
| 4e       | Titre: 雨と夢のあとに Ame to yume no ato ni - Sortie: 5 mai 2005 sous le label BMG Funhouse - Format: CD-only                                 |
| 5e       | Titre: ぼくが生きていたこと Boku ga ikite ita koto - Sortie: 7 septembre 2005 sous le label BMG Funhouse - Format: CD-only                    |
| 6e       | Titre: BORN sous le label BMG Funhouse - Sortie: 30 août 2006 - Format: CD-only                                                               |